# Spočinout jen ve snu
Spočinout jen ve snu (litevsky Ramybė mūsų sapnuose, mezinárodním anglickým názvem Peace to Us in Our Dreams) je litevsko-francouzské filmové drama z roku 2015. Jeho režisérem byl Šarūnas Bartas, který je zároveň autorem scénáře a představitelem jedné z hlavních rolí. Většinu rolí ztvárnili neprofesionální herci, například režisérova dcera Ina Marija Bartaité a jeho přítelkyně, houslistka Lora Kmieliauskaite. Bartaité i ve filmu ztvárnila dceru Bartasovy postavy, stejně jako Kmieliauskaite hrála jeho přítelkyni. Prostřednictvím soukromých archivních záběrů se ve snímku objevuje také Jekatěrina Golubeva v roli zesnulé manželky Bartasovy postavy a matky jeho dcery (jde o skutečnou bývalou manželku Bartase a matku jeho dcery Iny). Snímek byl natočen v režisérově venkovské usedlosti. Dále ve filmu hráli Edvinas Goldsteinas, Giedrus Nakas, Klavdiya Korshunova a další. Snímek byl premiérově uveden 20. května 2015 v sekci Quinzaine des réalisateurs na 68. ročníku Filmového festivalu v Cannes. Později byl uveden na dalších festivalech v mnoha zemích (Francie, Izrael, Turecko) a do litevských kin byl uveden v říjnu toho roku. V Česku byl snímek uveden na Febiofestu.